# 케이티하이텔
kth는 KT의 자회사 중 하나로 주로 인터넷 서비스, 모바일 서비스, 솔루션, 콘텐츠 영역의 사업을 하고 있다. 현재 코스닥등록기업(036030)이다. 2021년 7월, KT엠하우스와 합병하여 KT알파가 출범하였다.

## 설립 및 주요 주주
케이티에이치의 효시는 KETEL에서 비롯되었다. KETEL은 한국경제신문사가 제공하던 PC통신 서비스이다. 당시 한국전기통신공사는 프랑스의 미니텔과 같은 텍스트통신서비스와 미국의 NAPLS방식의 벡터이미지를 활용한 서비스를 제공하고자 하였으나 내부 역량이 부족한 관계로 한국경제신문사와 함께 한국PC통신을 설립하기로 합의하였다.
자본금은 200억으로 한국전기통신공사가 33.7%를, 한국경제신문사가 6.3%를, 기타 민간주주 12명이 나머지 60%의 지분을 따로따로 출자하였다.
초대 사장은 당시 현대정보기술 전무이던 남궁석이 맡게 되었다.
이후 1997년, 한국통신이 민간주주와 한국경제신문사 지분을 인수하여 100% 한국통신의 자회사가 되었으며, 이후 우리사주, 공모 등을 통해 자본금이 345억으로 확대되었다.

## 주요 연혁
- 1991년
  - 한국PC통신(주) 설립
  - 한국경제신문사 KETEL인수. Kortel서비스 런칭
  - 서비스명을 HiTEL로 개칭

- 1992년
  - 하이텔서비스 유료화(VAT포함 9,900원)
  - 하이텔 공공BD사업 협정 체결(한국PC통신, 한국통신간)

- 1999년
  - 한국통신하이텔로 사명변경
  - 자본금 200억에서 275억으로 증자. 240억 자금 모집
  - 2750만주에서 3450만주로 증자 및 주금납입(1960억 자금 모집)
  - 코스닥 등록
  - 하이텔 인터넷 리얼PPP 무료전환
  - 01432 전용망 전국 서비스개시
  - 인터넷방송국 오픈

- 2000년
  - 하이텔가입자 200만 돌파
  - 인터넷통합 서비스 하이텔2000 출시(전용에뮬레이터 기반)
  - 인터넷데이터센터(IDC)오픈
  - 아이맨베타서비스 개시
  - 오프라인공간 ON&OFF 오픈
  - 메가패스 통합상품 출시
  - 벤처와의 제휴 확대(이스트소프트 등)

- 2001년
  - 아이맨/아이디스크 정식서비스 출시
  - KT 포털 서비스인 한미르위수탁계약 체결
  - 케이티에이치로 CI변경

- 2002년
  - 바이앤조이 인수 및 KT커머스 설립
  - IDC사업 KT이관
  - 메가패스 컨텐츠몰 인수
  - 플레이보이서비스 제공

- 2003년
  - Web기반 차세대하이텔 출시

- 2004년
  - 포털서비스 파란 런칭
  - 게임포털 Allstar런칭
  - 캐주얼 농구 게임 프리스타일 출시
  - 십이지천 오픈
  - 파란 포털 오픈 5개월후 5위 달성

- 2005년
  - 기가메일 및 팀메일 출시
  - KT와 와이브로사업 구축협력

- 2006년
  - 뉴미디어 영상 컨텐츠사업 참여
  - CMMI Level5 인증
  - 열린이웃 블로그 오픈
  - 아이맨서비스 U2로 개편

- 2007년
  - 파란모바일 출시
  - 사진공유 서비스 푸딩 오픈
  - PC통신 하이텔 중단

- 2008년
  - 영화다운로드 서비스 FM(Fine Movie)오픈

- 2009년
  - 스마트모바일 전략 발표
  - 전직원에 아이폰/아이패드 지급
  - 뮤직오로라 출시

- 2010년
  - 아임인, 푸딩카메라 등 모바일 앱발표
  - 스마트TV 용 VOD서비스 Playy 오픈

- 2011년
  - 푸딩카메라 미국 카메라앱 1위
  - 푸딩시리즈 사용자 1천만 돌파
  - 개방형 인증제 도입

- 2012년
  - 푸딩카메라 일본어 버전 출시
  - 포털 서비스 파란 종료

- 2013년
  - 기업구조조정 및 인력축소
  - 아임인, 올스타 등 B2C서비스 종료
  - 세가가 풋볼매니저 온라인 사업권을 인수하여 KTH 온라인게임사업 부분까지 매각

- 2014년
- 2021년
  - KT엠하우스와 합병, KT알파 신설

## 애니메이션 제작
안녕자두야 2 제작투자

## 역대 사장
1대 사장: 남궁 석
- 주요경력
  - 사장 이전: 삼성전자영업본부장, 중앙일보사 기획실장
  - 사장이후: 삼성SDS사장, 정보통신부장관, 국회의원
  - 기타: 2009.1.16 별세

2대 사장: 김근수
- 주요경력: 서울체신청장

3대 사장: 신동호
- 주요경력: 한국전기통신공사 부사장

4대 사장: 김일환
- 주요경력
  - 사장이전: 데이콤 정보사업본부장
  - 사장이후: 드림라인사장, 한국도로공사정보통신 사장, KSNET사장, CJ소포트사장, DB정보통신 사장

5대 사장: 최문기
- 주요경력
  - 사장이전: 한국통신 전무 - 조달본부장
  - 사장이후: 한국통신 전무 - 마케팅본부장

6대 사장: 송영한
- 학력: 연세대학교 응용통계학과
- 주요경력
  - 사장이전: KT 부사장, 마케팅본부장, 기획조정실장, 인력개발실장, 홍보실장
  - 사장이후: 컴투스 상근감사

7대 사장: 노태석
- 주요경력
  - 사장이전: KT 부사장 고객부문장
  - 사장이후: KT 홈고객부문장(부회장), ktis대표이사(부회장), 서울로봇고등학교 교장

8대 사장: 서정수
- 학력: 경복고, 성균관대
- 주요경력
  - 사장이전: KT기획부문장(부사장), KT사장 권한 대행, 그룹CFT장(KT-KTF합병 총괄)

9대 사장: 김연학
- 학력: 서울대 독문과, 서울대 경영학석사, 멘체스터대 경영학 박사
- 주요 경력
  - 사장이전: KTF경전략실장, KT 가치경영실장(CFO), KT Custumer운영총괄부사장

10대 사장: 오세영
- 주요 경력
  - 사장이전: KBS예능국 책임프로듀서, KBS창원방송총국 편성제작국장, KBS 예능제작국장, KBS창원방송총국장, KBS글로벌한국센터장

## 주요 사업
- 음성사업: 링고, 비즈링고, 비즈메세징
- 영상사업: IP판권, 배급투자
- 게임사업: 십이지천, 올스타 (2013년 종료)
- 모바일사업: 아임인, 푸딩카메라, 푸딩얼굴인식, 푸딩투, 114전국전화, 아임리얼맛집 (2013년 종료)
- 플랫폼사업: baas.io(바스아이오, 모바일 백엔드 서비스), 앱스플랜트, 앱스프레소 (2013년 종료 및 KT이관)
- 커머스사업: T커머스 K쇼핑(www.kshop.co.kr)